# أندريه كوريفو
أندريه كوريفو هو لاعب هوكي جليد كندي، ولد في 15 مايو 1928، وتوفي في 1 أكتوبر 1993.

## وصلات خارجية
- أندريه كوريفو على موقع دوري الهوكي الوطني (الإنجليزية)
- أندريه كوريفو على موقع EliteProspects.com (الإنجليزية)
- أندريه كوريفو على موقع HockeyDB.com (الإنجليزية)
- أندريه كوريفو على موقع Hockey-Reference.com (الإنجليزية)